# Vilalle
Vilalle (llamada oficialmente San Pedro de Vilalle) es una parroquia y una aldea española del municipio de Castroverde, en la provincia de Lugo, Galicia.

## Organización territorial
La parroquia está formada por una entidad de población:
- Vilalle

## Demografía
Gráfica demográfica de la aldea de Vilalle y de la parroquia de San Pedro de Vilalle según el INE español:
| Gráfica de evolución demográfica de Souto de Torres entre 2000 y 2019 |
|                                                                       |
| Datos según el nomenclátor publicado por el INE.                      |